# Rhynchospora pilulifera
Rhynchospora pilulifera là loài thực vật có hoa trong họ Cói. Loài này được Bertol. miêu tả khoa học đầu tiên năm 1819.